# لوبونگچک
لوبونگچک (به لاتین: Lubonieczek) یک روستا در لهستان است که در گمینا زانگمشل واقع شده‌است. لوبونگچک ۲۲۰ نفر جمعیت دارد و ۷۰ متر بالاتر از سطح دریا واقع شده‌است.